# Charles Coumont
Charles Coumont (Verviers, 1822 - Brussel, 1889) was een Belgische kunstschilder.
Hij verbleef in Rome gedurende de periode 1845 - 1851 mede dankzij vijf beurzen van de Fondation Lambert Darchis.
De meeste van zijn werken tonen een landschap met landbouwactiviteit of vee. Er hangen werken van hem in de Sint-Juliaan-der-Vlamingen.
- RKD-Nederlands Instituut voor Kunstgeschiedenis: 18723
- Union List of Artist Names: 500132641
- Virtual International Authority File: 45144814282930896316